# Руфіна (ім'я)
Руфіна — (розм. Руфіма) — жіноча форма імені Руфін (розм. Руфім): римське особисте ім'я Руфінус походить від латинського слова «руфус» — «золотисто-жовтий, рудий». Не слід плутати ім'я Руфіна з іменами Рут (Рут) і Руфія, які мають геть інше походження.

## Святі

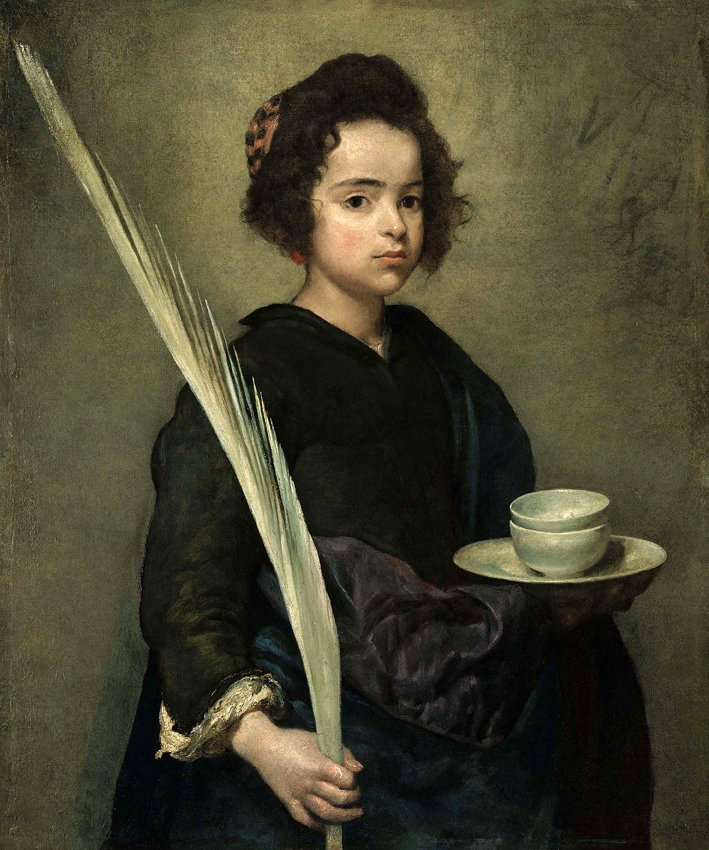
Свята Руфіна Веласкеса

- Руфіна Кесарійська (Каппадокійська) — убита в Каппадокії за правління імператора Авреліана (270—275)[2].
- Руфіна Севільська — свята мучениця Севільська[3].
- Руфіна Сирмійська (IV століття) — свята мучениця. День пам'яті — 6 квітня. Свята Руфіна постраждала в Сирмії разом зі святими Модератою, Секундом Сирмійським, Романою та сімома товаришами[4].

## Іменини
- Православні[5] (дати дані за новим стилем) : 2 вересня.
- Католицькі : 6 квітня, 10 липня, 19 липня, 31 серпня[6].